# 東京都制
東京都制（とうきょうとせい、昭和18年6月1日法律第89号）は、現在の東京都と同じ区域を管轄していた東京府と、現在の東京都区部と同じ区域を管轄していた東京市を廃止し、新たに東京都という地方公共団体とその行政機関（東京都庁）を設置することを定めた、日本の法律である。
太平洋戦争下、大日本帝国の首都であった東京にだけ適用される戦時体制として1943年（昭和18年）7月1日に施行された。
この法律は日本の降伏後、1947年（昭和22年）5月3日の地方自治法の施行に伴い廃止されたが、東京都はその後も存続した。施行された7月1日は東京都政記念日となっている（10月1日の「都民の日」とは別）。

## 法律の目的と概要
東京都制の目的は「帝都たる東京に真の国家的性格に適応する体制を整備確立すること」「帝都に於ける従来の府市併存の弊を解消し、帝都一般行政の、一元的にして強力な遂行を期すること」「帝都行政の根本的刷新と高度の効率化を図ること」にあった。東京府と東京市は廃止されたが、ともに条例等を東京都に引き継いだ。
東京都制による東京都の長として、官選による東京都長官が置かれた（「東京都知事」参照）。議決機関として東京都議会と東京都参事会を設置した。東京都長官以下、統治機構の官制については天皇の官制大権に属するため、法律である東京都制ではなく勅令である東京都官制（昭和18年勅令第503号。1943年6月19日公布、同年7月1日施行）によって定められている。
従前との相違点は、旧東京市の区（35区）が東京都の直轄になっている点である。区の執行機関である区長は従前は市の有給吏員として東京市において選任されていたが、東京都官制によって東京都長官が官吏である書記官をもって選任することに改められた。区は従来通り法人格をもった自治体としての性格を一応は保ったが、都との関係について様々な合理化が図られ、都の強力な監督下に置かれた。区内には区会が置かれ区会議員は選挙で選ばれたが、都の名誉職との位置付けであった。多摩地域や島嶼部（伊豆諸島と小笠原諸島）の市町村が基礎的地方自治体であることは従前と変わりがないが、これらに対しても都の監督が強化された。
なお、「東京都制」構想そのものは、明治時代より存在していた。東京府を廃止して東京15区を「東京都」として独立させて政府の支配を強化し、他の地域を武蔵県として再編成させる「東京都制案」及び「武蔵県設置法案」が1896年（明治19年）1月8日に提出されたが、自治権の縮小に繋がるとして帝国議会（第9議会）や東京市会及び市民の反感を買って2月1日に撤回となり、野村靖内務大臣は責任を取って辞任している。

### 構成
1943年の公布・施行当初のもの。
- 第1章 総則
  - 第1節 都及其ノ区域（第1条〜第4条）
  - 第2節 都住民及其ノ権利義務（第5条〜第8条）
  - 第3節 都条例及都規則（第9条）
- 第2章 都議会
  - 第1節 組織及選挙（第10条〜第59条）
  - 第2節 職務権限（第60条〜第84条）
- 第3章 都参事会
  - 第1節 組織及権限（第85条〜第87条）
  - 第2節 職務権限（第88条〜第93条）
- 第4章 都ノ官吏及吏員（第94条〜第109条）
- 第5章 給料及給与（第110条〜第112条）
- 第6章 都ノ財務
  - 第1節 財産、営造物及都税（第113条〜第123条）
  - 第2節 歳入出予算及決算（第124条〜第132条）
- 第7章 都ノ監督（第133条〜第139条）
- 第8章 区市町村
  - 第1節 区（第140条〜第159条）
  - 第2節 市町村（第160条〜第168条）
- 第9章 雑則（第169条〜第178条）
- 附則（第179条〜第199条）

## 改正・廃止
戦後の1946年（昭和21年）9月に市制（明治44年法律第68号）・町村制（明治44年法律第69号）、府県制（明治32年法律第64号、この改正により道府県制と改題）とともに東京都制も改正された。この改正により区の自治権が強化されて区長は区長公選制により公選とされた。ただし、1952年（昭和27年）〜1975年（昭和50年）の間は地方自治法改正によって特別区の独立性の制限と都への従属の強化が図られたため、非公選の選任制となる）。同時に東京都長官にも公選制が導入された。
1947年（昭和22年）3月15日に区の整理・統合が実施され、それまでの35区から22区となった。同年4月に実施された最初の東京都知事選挙は前年の改正東京都制によるものであり、その時点では東京都長官を選出するものとして実施された。すなわち最初の公選都知事とされる安井誠一郎は4月に最後の東京都長官として選出・就任した後、5月3日の地方自治法施行によって東京都知事に移行したものである。
東京都制は地方自治法（昭和22年法律第67号）附則第2条により、1947年5月3日の日本国憲法施行に伴い、同日廃止された（同条但書により、東京都制第189条乃至第191条、第198条はなお効力を有する）。
また、昭和22年法律第67号附則第2条但書の効力も、昭和39年法律169号附則第2条及び昭和49年法律第71号附則第2条、平成10年法律54号附則第2条、平成11年法律第87号附則第15条により、効力を再び制限された。
現在の東京都は東京都制ではなく、地方自治法に基づいている。東京都の名称は同法第3条第1項の「地方公共団体の名称は、従来の名称による」という規定に基づくものであるが、特別区の存在を除いて、同法上は他の道府県との違いはない。東京都制下との違いは、首長である東京都知事及び特別区の区長・区議会議員が公選制になるなどである。

## 法文

### 都について
- 第一条 東京都ハ法人トス官ノ監督ヲ承ケ法令ノ範囲内ニ於テ其ノ公共事務及法令ニ依リ都ニ属スル事務ヲ処理ス
- 第二条 都ノ区域ハ従来ノ東京府ノ区域ニ依ル

### 区市町村について
- 第百四十条 区ハ法人トス官ノ監督ヲ承ケ其ノ財産及営造物ニ関スル事務並ニ都条例ノ定ムル所ニ依リ区ニ属スル事務ヲ処理ス
  - 2 区ノ区域及名称ハ従来ノ東京市ノ区ノ区域及名称ニ依ル
- 第百四十四条 区ニ区会ヲ置ク
  - 2 区会議員ハ其ノ被選挙権アル者ニ就キ選挙人之ヲ選挙ス
  - （第3項以下省略）
- 第百六十条 都内ノ市町村ニ付テハ市制第三条乃至第五条、第九条乃至第十一条、第十四条、第二十条ノニ乃至第二十一条ノ五、第七十六条及第百七十二条並ニ町村制第三条、第四条、第七条乃至第九条、第十二条、第十七条ノニ乃至第十八条ノ五、第六十三条第九項及第百五十三条ノ規定ニ拘ラズ本法ノ定ムル所ニ依ル

### 東京都長官・区長の公選（昭和21年法律第26号により追加）
- 第九十三条ノ二　都ニ都長官ヲ置ク
  - 2 都長官ノ任期ハ四年トシ選挙ノ日ヨリ之ヲ起算ス
  - 3 都長官ハ其ノ被選挙権アル者ニ就キ選挙人ヲシテ選挙セシメ其ノ者ニ就キ之ニ任ズ
- 第九十三条ノ三 都議会議員ノ選挙権ヲ有スル者ハ都長官ノ選挙権ヲ有ス
- 第九十三条ノ四 日本国民タル年齢満三十年以上ノ者ハ都長官ノ被選挙権ヲ有ス
  - （第2項以下省略）
- 第百五十一条ノ二　区ニ区長ヲ置ク
  - 2 区長ノ任期ハ四年トシ選挙ノ日ヨリ之ヲ起算ス
  - 3 区長ハ其ノ被選挙権アル者ニ就キ選挙人ヲシテ選挙セシメ其ノ者ニ就キ之ヲ任ズ
- 第百五十一条ノ三　区会議員ノ選挙権ヲ有スル者ハ区長ノ選挙権ヲ有ス
  - 2 日本国民タル年齢満二十五年以上ノ者ハ区長官ノ被選挙権ヲ有ス
  - （第3項以下省略）

### 地方自治法施行以降有効部分
- 第百八十九条 東京府又ハ東京市ノ有給吏員本法施行ノ際引続キ都ノ官吏ト為リタルトキハ恩給法ノ適用ニ付テハ勅令ノ定ムル所ニ依リ其ノ官吏ノ在職ニ継続スル有給吏員ノ勤続年月数ハ之ヲ公務員トシテノ在職年ニ通算ス
- 第百九十条 他ノ法律（市制、町村制、府県制、北海道会法、北海道地方費法、地方税法、地方分与税法及大正十一年法律第一号並ニ特ニ東京都ニ関スル規定ヲ設ケタルモノヲ除ク以下同ジ）中東京府又ハ東京府知事トアルハ各東京都又ハ東京都長官トス
  - 2 他ノ法律中府県制、府県、府県庁、府県条例、府県会、府県会議員、府県参事会、府県名誉職参事会員、府県知事、府県吏員、府県出納吏、府県費又ハ府県税トアルハ勅令ヲ以テ別段ノ定ヲ為ス場合ヲ除クノ外各東京都制、東京都、東京都庁、東京都条例、東京都議会、東京都議会議員、東京都参事会、東京都参事会員、東京都長官、東京都ノ官吏及吏員、東京都出納吏、東京都費又ハ東京都税ヲ含ムモノトシ其ノ他府県ニ依ル規定ニ付之ヲ準ズルモノトス
- 第百九十一条 他ノ法律中東京市トアルハ東京都トス
  - 2 他ノ法律中市制第六条ノ市トアルハ東京都ヲ含ムモノトス
  - 3 他ノ法律中市制、市、市役所、市条例、市会、市会議員、市参事会、市名誉職参事会員、市長、市吏員、市収入役、市費又ハ市税トアルハ勅令ヲ以テ別段ノ定ヲ為ス場合ヲ除クノ外各東京都制、東京都、東京都庁、東京都条例、東京都議会、東京都議会議員、東京都参事会、東京都参事会員、東京都長官、東京都ノ官吏及吏員、東京都出納吏、東京都費又ハ東京都税ヲ含ムモノトシ其ノ他市ニ係ル規定ニ付之ニ準ズルモノトス
  - 4 前三項ノ場合ニ於テハ勅令ヲ以テ別段ノ定ヲ為ス場合ヲ除クノ外東京都ノ区ノ存スル区域ヲ以テ東京都ノ区域ト看做ス
- 第百九十八条　本法施行前東京府会議員又ハ東京市会議員（同市ノ区ノ区会議員ヲ含ム）ノ選挙ニ関シ府県制第四十条又ハ市制第四十条ニ於テ準用スル衆議院議員選挙ニ関スル罰則ヲ適用スベカリシ行為ニ付テハ仍従前ノ例ニ依ル

### 昭和22年法律第67号附則第2条
東京都制、道府県制、市制及び町村制は、これを廃止する。但し、東京都制第189条乃至第191条及び第198条の規定は、なお、その効力を有する。

### 昭和39年法律第169号附則第2条
地方自治法附則第2条ただし書によりなお効力を有する旧東京都制第189条から第191条まで及び第198条の規定は、改正後の地方自治法第281条第2項第13号から第20号までに掲げる事務及び第281条の3第2項に規定する特別区の区長の権限に属する事務に関しては、その適用はないものとする。

### 昭和49年法律第71号附則第2条
地方自治法附則第2条ただし書の規定によりなおその効力を有することとされる旧東京都制（昭和18年法律第89号）第191条の規定は、法律又はこれに基づく政令により市に属する事務で改正後の地方自治法第281条第2項の規定により特別区が処理することとされているもの並びに同法第281条の3第1項の規定により特別区の区長が管理し、及び執行することとされている事務に関しては、その適用はないものとする。

### 平成10年法律第54号附則第2条
地方自治法附則第2条ただし書の規定によりなおその効力を有することとされる旧東京都制（昭和18年法律第89号）第191条の規定は、法律又はこれに基づく政令により市に属する事務で第1条の規定による改正後の地方自治法第281条第2項の規定により特別区が処理することとされているもの並びに同法第281条の7第1項の規定により特別区の区長が管理し、及び執行することとされている事務に関しては、その適用はないものとする。

### 平成11年法律第87号附則第15条
新地方自治法附則第2条ただし書の規定によりなおその効力を有することとされる旧東京都制（昭和18年法律第89号）第191条の規定は、法律又はこれに基づく政令により市が処理することとされている事務で新地方自治法第281条第2項の規定により特別区が処理することとされているものに関しては、その適用はないものとする。